# 신용진 (방송인)
신용진(1956년 ~ )은 대한민국의 방송인이다.

## 학력 및 경력
- 광주제일고등학교
- 서울대학교 동양사학과 학사
- MBC 보도본부 기자
- MBC 보도본부 정치부 부장